# Carlos António Aguiar Burgos
Carlos António Aguiar Burgos (Montevideo, 19 de Dezembro de 1978) é um futebolista uruguaio que joga habitualmente a médio.
No início da época 2008/2009 ingressou na Académica de Coimbra, na Primeira Liga portuguesa. Clube com que rescindiu em Abril de 2009 por não se ter conseguido impor no plantel.
É irmão de Luís Aguiar, que joga actualmente no Sporting Clube de Braga.